# Eleocharis onthitensis
Eleocharis onthitensis är en halvgräsart som beskrevs av H.E.Hess. Eleocharis onthitensis ingår i släktet småsäv, och familjen halvgräs. Inga underarter finns listade i Catalogue of Life.